# Jeromín (película)
Jeromín es una película española dirigida en 1953 por Luis Lucia.

## Argumento
Con la biografía libre de Juan de Austria, el héroe español de Flandes y hermano de Felipe II, como argumento, la cinta es una alabanza a la España imperial de Carlos V.

## Comentarios
Inspirada en la novela homónima de Luis Coloma, aunque diverge sustancialmente de ella al despojarla de sus trazos históricos.

## Premios
Novena edición de las Medallas del Círculo de Escritores Cinematográficos
| Categoría              | Nominados           | Resultado |
| ---------------------- | ------------------- | --------- |
| Mejor película         | Mejor película      | Ganadora  |
| Mejor director         | Luis Lucia          | Ganador   |
| Mejor actor secundario | Antonio Riquelme    | Ganador   |
| Mejores decorados      | Luis Pérez Espinosa | Ganador   |

- La Asociación de Actores le otorgó los premios a la mejor película y el mejor actor de reparto (Antonio Riquelme).

## Reparto
| Intérprete             | Personaje               |
| ---------------------- | ----------------------- |
| Ana Mariscal           | Doña Magdalena de Ulloa |
| Rafael Durán           | Don Luis de Quijada     |
| Jaime Blanch           | Jeromín                 |
| Jesús Tordesillas      | Carlos V                |
| Antonio Riquelme       | Diego Ruiz              |
| Luis Pérez de León     | Fray García             |
| Irene Caba Alba        | Ana Medina              |
| Francisco Bernal       |                         |
| Delia Luna             | Beatriz                 |
| Manuel Arbó            |                         |
| Adela Carboné          | Doña Isabel             |
| Quico Juanes           |                         |
| Nicolás D. Perchicot   | Francisco               |
| Casimiro Hurtado       | Fermín Muñoz            |
| Arturo Marín           |                         |
| Ana de Leyva           | Leonor                  |
| Ramón Elías            |                         |
| José Sepúlveda         | Vasallo segundo         |
| Manuel Guitián         |                         |
| José Blach             |                         |
| Montserrat Blanch      |                         |
| Valeriano Andrés       | Vasallo primero         |
| María Cañete           |                         |
| Emilio Alonso          |                         |
| Milagros Carrión       |                         |
| Adolfo Marsillach      | Felipe II               |
| Antonio García Quijada | Narrador                |